# Charlton Athletic FC
Charlton Athletic FC är en engelsk professionell fotbollsklubb i sydöstra London grundad 1905, klubben har sitt starkaste supporterfäste i stadsdelen Greenwich. Hemmamatcherna spelas på The Valley. Smeknamnet är The Addicks. Klubben spelar sedan säsongen 2020/2021 i League One.

## Historia
Charlton Athletic FC bildades den 9 juni 1905 av en grupp 15- till 17-åringar i East Street, Charlton, som numera är känt som Eastmoor Street. Charlton tillbringade de flesta åren före första världskriget i ungdomsligor. Man introducera ett lag för seniorer 1913, samma år som närliggande Woolwich Arsenal flyttade till North London. Efter kriget gick de med i Kent League under en säsong (1919–20). Detta var innan de blev en professionell klubb och utsåg Walter Rayner till den första heltidsanställda huvudtränaren. De accepterades av Southern League men spelade där bara under en enda säsong (1920–21) innan man till hösten valdes in i Football League. Charltons första Football League-match var mot Exeter City i augusti 1921, som de vann med 1–0. 1923 föreslogs Charlton att slås samman med Catford Southend för att skapa ett större lag med större stöd. 

## Meriter

Klubbens ligaplaceringar från och med 1921.

### Liga
- Premier League eller motsvarande (nivå 1): Tvåa 1936/37
- The Championship eller motsvarande (nivå 2): 1999/00
- League One eller motsvarande (nivå 3): 1928/29 (South), 1934/35 (South), 2011/12

### Cup
- FA-cupen: 1946/47; Finalist 1945/46
- Full Members Cup: Finalist 1986/87
- Football League War Cup: 1943/44 (delad)
- Kent Senior Cup: 1994/95, 2012/13, 2014/15

## Spelare

### Spelartrupp
| 21 | Australien | Ashley Maynard-Brewer | 25 juni 1999    | ECU Joondalup (-15)    |
| 25 | England    | Will Mannion          | 5 maj 1998      | Cambridge United (-24) |
| -  | Belgien    | Thomas Kaminski       | 23 oktober 1992 | Luton Town (-25)       |

| 2  | England   | Kayne Ramsay        | 10 oktober 2000  | Harrogate Town (-24)       |
| 3  | England   | Macaulay Gillesphey | 24 november 1995 | Plymouth Argyle (-24)      |
| 4  | England   | Alex Mitchell       | 7 oktober 2001   | Millwall (-24)             |
| 5  | England   | Lloyd Jones         | 7 oktober 1995   | Cambridge United (-23)     |
| 16 | Skottland | Josh Edwards        | 27 maj 2000      | Dunfermline Athletic (-24) |
| 19 | Uganda    | Nathan Asiimwe      | 29 december 2004 | Charlton Athletic FC       |
| 20 | England   | Zach Mitchell       | 9 januari 2005   | Charlton Athletic FC       |
| -  | Jamaica   | Amari'i Bell        | 5 maj 1994       | Luton Town (-25)           |
| -  | England   | Reece Burke         | 2 september 1996 | Luton Town (-25)           |

| 6  | Irland    | Conor Coventry      | 25 mars 2000      | West Ham United (-24)  |
| 8  | England   | Luke Berry          | 12 juli 1992      | Luton Town (-24)       |
| 10 | Skottland | Greg Docherty       | 10 september 1996 | Hull City (-24)        |
| 12 | Wales     | Terry Taylor        | 29 juni 2001      | Burton Albion (-23)    |
| 18 | Jamaica   | Karoy Anderson      | 1 oktober 2004    | Charlton Athletic FC   |
| -  | England   | Joe Rankin-Costello | 26 juli 1999      | Blackburn Rovers (-25) |
| -  | Skottland | Rob Apter           | 23 april 2003     | Blackpool (-25)        |
| -  | England   | Sonny Carey         | 20 januari 2001   | Blackpool (-25)        |

| 7  | Jamaica      | Tyreece Campbell | 14 september 2003 | Charlton Athletic FC   |
| 9  | Marocko      | Gassan Ahadme    | 17 november 2000  | Ipswich Town (-24)     |
| 11 | England      | Miles Leaburn    | 28 november 2003  | Charlton Athletic FC   |
| 13 | Jamaica      | Kaheim Dixon     | 4 oktober 2004    | Arnett Gardens (-24)   |
| 24 | England      | Matt Godden      | 29 juli 1991      | Coventry City (-24)    |
| 29 | Sierra Leone | Daniel Kanu      | 14 november 2004  | Charlton Athletic FC   |
| -  | England      | Tanto Olaofe     | 21 november 1999  | Stockport County (-25) |

### Utlånade spelare
| Nr | Land | Pos | Namn |
| -- | ---- | --- | ---- |

### Årets spelare
| År   | Vinnare          |
| ---- | ---------------- |
| 1971 | Paul Went        |
| 1972 | Keith Peacock    |
| 1973 | Arthur Horsfield |
| 1974 | John Dunn        |
| 1975 | Richie Bowman    |
| 1976 | Derek Hales      |
| 1977 | Mike Flanagan    |
| 1978 | Keith Peacock    |
| 1979 | Keith Peacock    |
| 1980 | Les Berry        |

| År   | Vinnare        |
| ---- | -------------- |
| 1981 | Nicky Johns    |
| 1982 | Terry Naylor   |
| 1983 | Nicky Johns    |
| 1984 | Nicky Johns    |
| 1985 | Mark Aizlewood |
| 1986 | Mark Aizlewood |
| 1987 | Bob Bolder     |
| 1988 | John Humphrey  |
| 1989 | John Humphrey  |
| 1990 | John Humphrey  |

| År   | Vinnare        |
| ---- | -------------- |
| 1991 | Robert Lee     |
| 1992 | Simon Webster  |
| 1993 | Stuart Balmer  |
| 1994 | Carl Leaburn   |
| 1995 | Richard Rufus  |
| 1996 | John Robinson  |
| 1997 | Andy Petterson |
| 1998 | Mark Kinsella  |
| 1999 | Mark Kinsella  |
| 2000 | Richard Rufus  |

| År   | Vinnare          |
| ---- | ---------------- |
| 2001 | Richard Rufus    |
| 2002 | Dean Kiely       |
| 2003 | Scott Parker     |
| 2004 | Dean Kiely       |
| 2005 | Luke Young       |
| 2006 | Darren Bent      |
| 2007 | Scott Carson     |
| 2008 | Matt Holland     |
| 2009 | Nicky Bailey     |
| 2010 | Christian Dailly |

| År   | Vinnare         |
| ---- | --------------- |
| 2011 | José Semedo     |
| 2012 | Chris Solly     |
| 2013 | Chris Solly     |
| 2014 | Diego Poyet     |
| 2015 | Jordan Cousins  |
| 2016 | Jordan Cousins  |
| 2017 | Ricky Holmes    |
| 2018 | Jay DaSilva     |
| 2019 | Lyle Taylor     |
| 2020 | Dillon Phillips |

### Svenska spelare
| Namn             | Årtal     | Matcher | Mål |
| ---------------- | --------- | ------- | --- |
| Hans Jeppson     | 1951      | 11      | 9   |
| Martin Pringle   | 1999–2002 | 65      | 11  |
| Mathias Svensson | 2000–2003 | 70      | 8   |
| Jesper Blomqvist | 2002–2003 | 3       | 0   |
| Astrit Ajdarević | 2014      | 19      | 2   |

Notera att endast ligamatcher är medräknade.